# Hagen genannt Geist

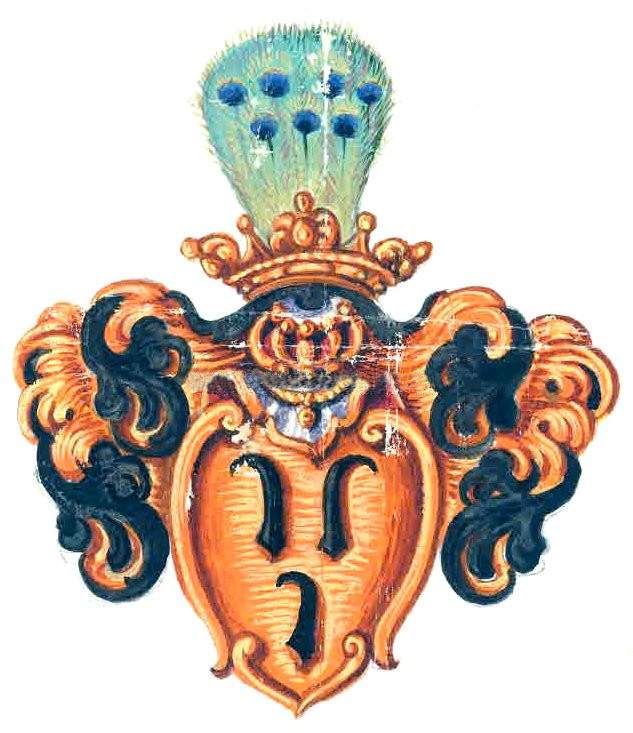
Wappen des Grafen Erasmus Ulrich von Hagen und Geist (1695)

Hagen genannt Geist bzw. Geist genannt Hagen ist der Name eines erloschenen halberstädtischen Adelsgeschlechts.
Die Familie ist von mehreren gleichnamigen Familien Hagen zu unterscheiden, mit denen teils zwar Wappen-, jedoch keine Stammverwandtschaft besteht. Auch vor diesem Hintergrund ist die Forschung des 19. Jahrhunderts uneinig über den Ursprung des Geschlechts. Der mehrfache Verweis nach Mecklenburg, etwa 1303 auf Hanshagen, führt zu den „von Hagen“ mit dem Bärenkopf im Wappen. Die thüringischen vom Hagen wiederum führen eine zwei gegeneinander gestellten Haken ähnliche, schwarze Wolfsangel im Schild.

## Geschichte
Die artikelgegenständige Familie wurde im 14. Jahrhundert in Halberstadt im Niedersächsischen Reichskreis zuerst urkundlich genannt und soll mit den von Hornhausen und den von Neindorf bei Oschersleben eines Stammes sein. Stammgut war der Sattelhof hinter der Burg Gröningen, das die „Geist gen. Hagen“ bis zu ihrem Abgang im 18. Jahrhundert durchgängig besessen haben. Während ihres Bestehens konnte sich die Familie auch nach Mecklenburg, Brandenburg, Kursachsen und Schlesien ausbreiten und einigen Gutsbesitz an sich bringen.
Erasmus Ulrich von Hagen genannt Geist wurde am 30. März 1695 in Wien mit dem Prädikat „Graf von Geist und Hagen“ für das Reich und die Erblande in den Grafenstand erhoben. Er hinterließ aus zwei Ehen keine Nachkommen, womit der Grafenstand seiner Familie auch mit ihm erlosch.
Die Familie wurde in Mecklenburg als indigeniert betrachtet.
Der preußische Generalmajor Karl Ferdinand von Hagen genannt Geist (1711–1759) hinterließ aus seiner Ehe mit Sophie Dorothea von Beeren, verwitwete von Holtzendorff (1713–1755) keine Nachkommen und beschloss somit als letzter seines Geschlechts die Stammlinie. Ihr Verwandter, der Kreisdeputierte des Kreis Teltow, Hans Heinrich Arnold von Beeren († 1812), erhielt als Erbe von obenstehenden Eheleute am 9. April 1786 das Prädikat „genannt Geist“ einschließlich Wappenvereinigung mit der abgegangenen Familie. Ihn überlebte nur eine Tochter.

## Angehörige
- Bernd von Hagen genannt Geist (1590–1642), dänischer Obrist und Diplomat
- Christian Franz von Hagen (1623–1670), Rats- und Domherr in Halberstadt[7][3]
- Friedrich Ulrich von Hagen genannt Geist (1624–1680), als „der Lieblichste“ Mitglied der Fruchtbringenden Gesellschaft[8]
- Maria Ilse von Hagen genannt Geist (1653–1705), Ehefrau des braunschweigischen Geheimrats und Oberhauptmanns Karsten Werner von Schenck (1638–1706)[9]
- Hedwig Charlotte von Hagen genannt Geist (1654– N. N.), Tochter des Domherrn Friedrich Ulrich von Hagen sonst Geist genannt, Ehefrau des Oberstwachtmeisters und Gutsherrn auf Bretsch und Priemern, Balthasar Hempo von Eimbeck (1653–1711)[10]
- Bernhard Levin von Hagen genannt Geist († 1711), Geheimrat, Gesandter und Hofmeister[11][3]
- Moritz vom Hagen genannt Geist (1659–1712), Magdeburger Domherr[12]
- Rosemunde Margarete von Hagen genannt Geist (1678–1708), Ehefrau des Obristwachtmeisters Wolf Friedrich von Trotha (1671–1722)[13]
- Erasmus Ulrich von Hagen genannt Geist († 1705), kurpfälzischer Geheimrat[3]
- Johann Adolf von Hagen genannt Geist († 1717), Decan zu Havelberg; sein Sohn Levin Gottlieb († 1716)[14]
- Levin Karl von Hagen genannt Geist († 1756), preußischer Oberst[15]
- Karl Ferdinand von Hagen genannt Geist (1711–1759), preußischer Generalmajor

## Wappen
Das Stammwappen zeigt in Gold drei (2, 1) gekrümmte schwarze Gems- oder Widderhörner (alternativ Haken), die beiden oberen gegeneinander gekehrt. Auf dem gekrönten Helm mit gold-schwarzen Decken, ein voller Pfauenbusch.

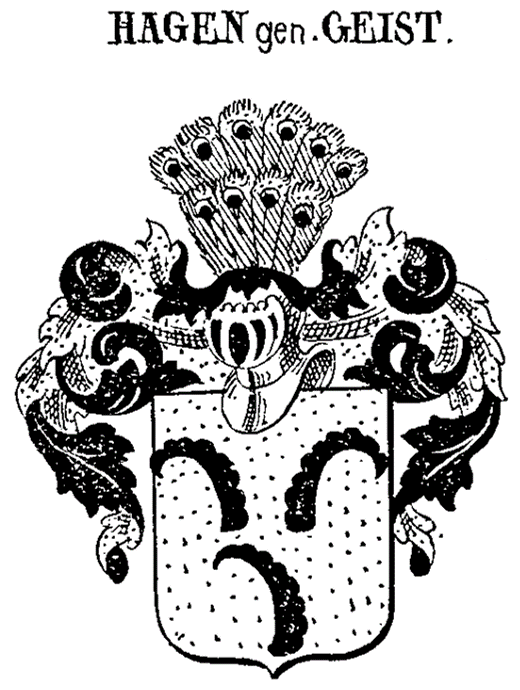
Wappen derer von Hagen gen. Geist (Siebmacher (1880))
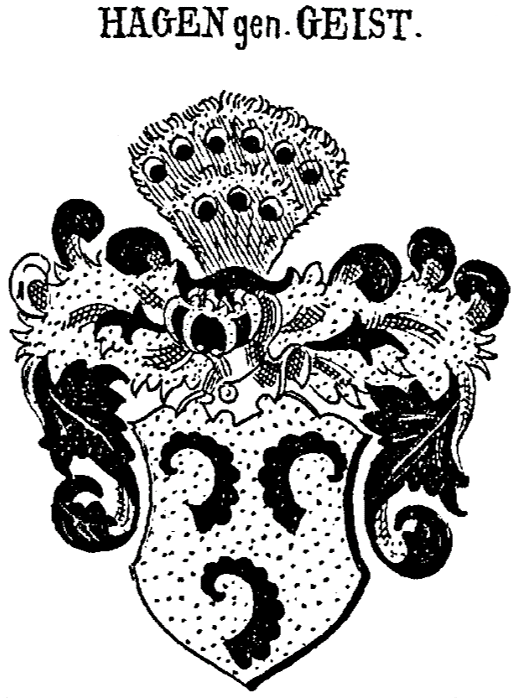
Wappen derer von Hagen gen. Geist (Siebmacher (1884))
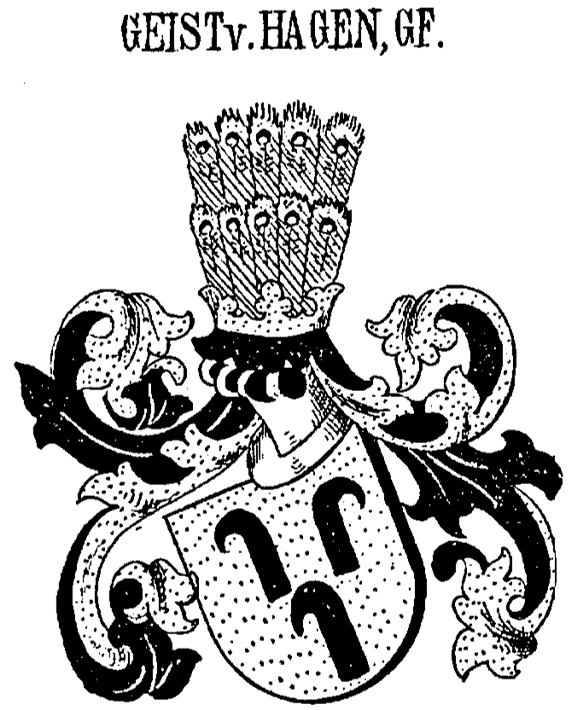
Wappen der Grafen Geist von Hagen (Siebmacher (1887))
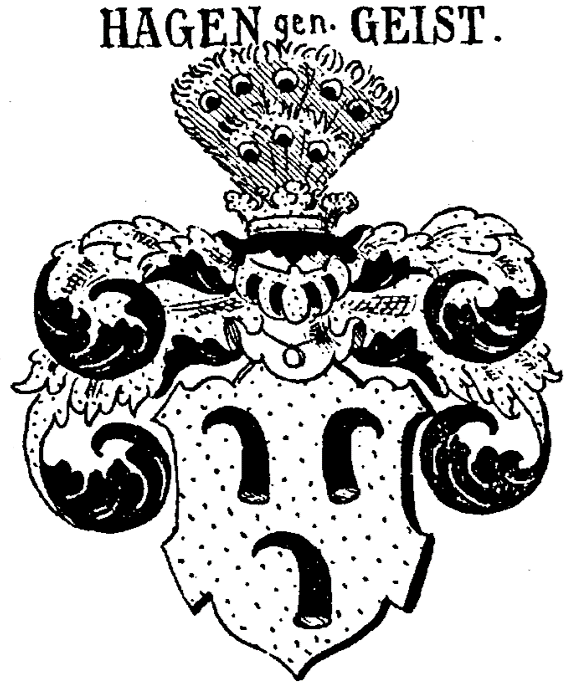
Wappen derer von Hagen gen. Geist (Siebmacher (1894))
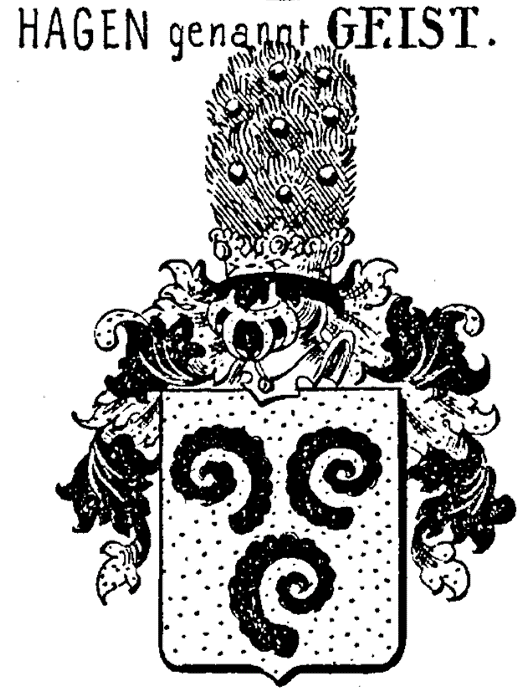
Wappen derer von Hagen genannt Geist (Siebmacher (1902))
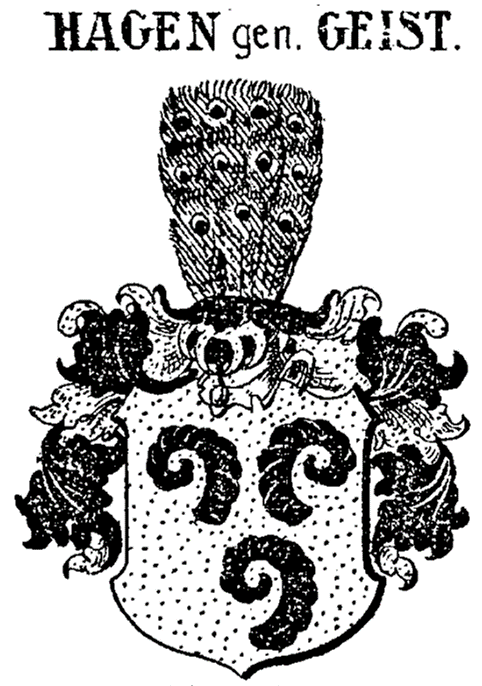
Wappen derer von Hagen gen. Geist (Siebmacher (1905))

Das vereinigte Wappen (1786) „Geist von Beeren“ ist geteilt; oben (v. Hagen): drei schwarze Haken in Gold; unten (v. Beeren): ein flugbereiter Schwan auf grünem Boden.

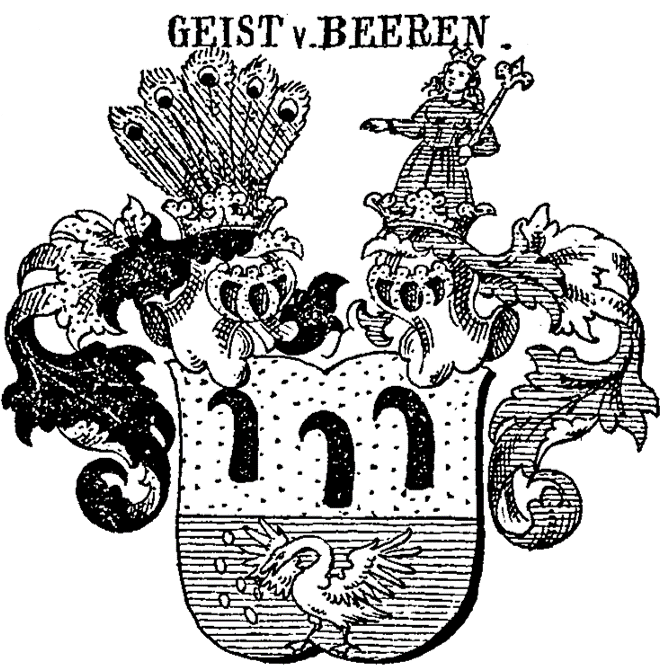
Wappen der Geist von Beeren (Siebmacher (1880))
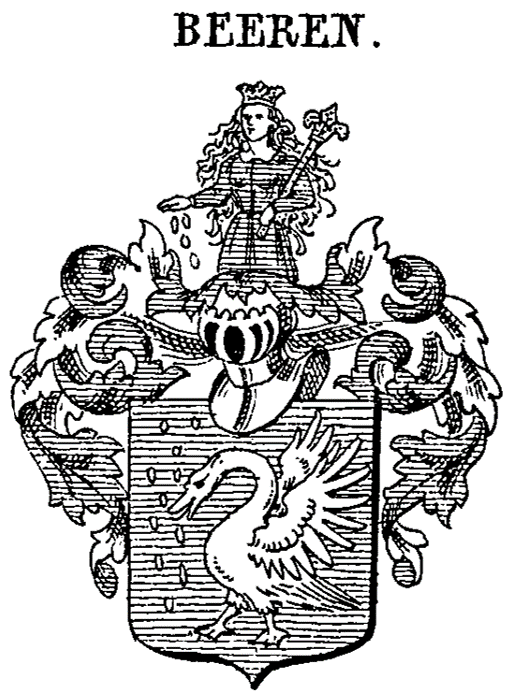
Zum Vergleich: Stammwappen derer von Beeren (Siebmacher (1880))

Sowohl Zedlitz-Neukirch 1836, als auch das Gothaische genealogische Taschenbuch der Gräflichen Häuser von 1869 vermischen fälschlicherweise das Wappen der Herren von Hagen genannt Geist mit dem der schwäbischen Herren von Geist zu Wildegg. Das Wappen der Letzteren zeigt in Blau (teilweise Rot) eine stehende Taube mit ausgebreiteten Flügeln.